# Soy así (canción)
Soy así es una canción interpretada por la cantante mexicana de rock Alejandra Guzmán, lanzada por la discográfica Universal Music Latino el 7 de octubre de 2018 a plataformas digitales, de igual manera acompañado de un vídeo musical lanzado a YouTube el mismo día de lanzamiento.

## Tracklist

### Descarga digital

#### Soy así - Single[6]
- Soy así - 3:31